# Comisión de Cultura y Deporte del Senado de España
La Comisión de Cultura del Senado de España es la actual denominación que recibe la comisión parlamentaria con competencias sobre la cultura y el deporte. Su actual presidente es el senador por Valladolid, Manuel Escarda Escarda.
A diferencia de su homóloga en el Congreso de los Diputados, la comisión de Cultura del Senado es mucho más joven, siendo creada en 2004 bajo la denominación de Comisión de Cultura. En 2018, debido al cambio de gobierno se cambió su denominación a Comisión de Cultura y Deporte, asumiendo por primera vez las competencias sobre el deporte que hasta entonces tenía la de Educación.

## Presidentes
| Presidente                    | Partido político | Circunscripción                       | Mandato   |
| ----------------------------- | ---------------- | ------------------------------------- | --------- |
| María Isabel Flores Fernández | PSOE             | Córdoba                               | 2004-2008 |
| Dimas Antonio Sañudo Aja      | PSOE             | Vizcaya                               | 2008-2011 |
| Gádor Ongil                   | PP               | Designada por: Asamblea de Madrid     | 2012-2015 |
| Pedro Sanz                    | PP               | Designado por: Parlamento de La Rioja | 2015      |
| Alberto Gutiérrez Alberca     | PP               | Valladolid                            | 2016-2019 |
| Manuel Escarda Escarda        | PSOE             | Valladolid                            | 2019-2022 |
| Riansares Serrano Morales     | PSOE             | Guadalajara                           | 2022-2023 |

## Composición actual
| Mesa de la Comisión | Mesa de la Comisión                                                                                                  | Mesa de la Comisión         | Mesa de la Comisión         | Mesa de la Comisión         | Mesa de la Comisión           | Mesa de la Comisión        | Mesa de la Comisión             |
| Presidente | Presidente | Vicepresidente primero      | Vicepresidente primero      | Vicepresidente segundo      | Vicepresidente segundo        | Secretario primero         | Secretario segundo              |
| --- | --- | --------------------------- | --------------------------- | --------------------------- | ----------------------------- | -------------------------- | ------------------------------- |
| Manuel Escarda Escarda (PSOE) | Manuel Escarda Escarda (PSOE)                                                                                        | Francisco Díaz Muñoz (PSOE) | Francisco Díaz Muñoz (PSOE) | Rafael Hernando Fraile (PP) | Rafael Hernando Fraile (PP)   | Pedro Acedo Penco (PP)     |                                 |
| Miembros de la Comisión | |                             |                             |                             |                               |                            |                                 |
| Grupo Socialista | Grupo Popular | Grupo ERC-EH Bildu          | Grupo Ciudadanos            | Grupo Vasco                 | Grupo Nacionalista            | Grupo Izquierda Confederal | Grupo Mixto                     |
| - Jesús Martín Rodríguez - Rosa María Aldea Gómez - Gustavo García García - Carlos Giménez Bertomeu - Josep Lluís Grau Vallès - Amaro Huelva Betanzos - Julia María Liberal Liberal - María Isabel Moreno Duque - Riansares Serrano Morales - Miguel Ángel Vázquez - Alejandro Zubeldia Santoyo - Estefanía Martín Palop | - Carolina Agudo Alonso - Vicente Azpitarte Pérez - Miguel Lorenzo Torres - Pablo Ruz Villanueva - Miguel Ángel Viso | - Bernat Picornell Grenzner |                             | - Almudena Otaola Urquijo   | - Josep Maria Matamala Alsina | - José Manuel Sande García | - José Miguel Fernández Viadero |
| Fuente: | |                             |                             |                             |                               |                            |                                 |